# Christian Parlati
Christian Parlati (Nápoles, 23 de enero de 1998) es un deportista italiano que compite en judo.
Ganó una medalla de plata en el Campeonato Mundial de Judo de 2022 y dos medallas en el Campeonato Europeo de Judo, en los años 2021 y 2025. En los Juegos Europeos de Cracovia 2023 consiguió una medalla de bronce en la prueba de equipo mixto.
Participó en dos Juegos Olímpicos de Verano, en los años 2020 y 2024, ocupando el quinto lugar en París 2024, en la prueba de equipo mixto.

## Palmarés internacional
| Campeonato Mundial | Campeonato Mundial      | Campeonato Mundial | Campeonato Mundial |
| Año                | Lugar                   | Medalla            | Categoría          |
| ------------------ | ----------------------- | ------------------ | ------------------ |
| 2022               | Taskent (Uzbekistán)    | Medalla de plata   | –90 kg             |
| Juegos Europeos    |                         |                    |                    |
| Año                | Lugar                   | Medalla            | Categoría          |
| 2023               | Krynica-Zdrój (Polonia) | Medalla de bronce  | Equipo mixto       |
| Campeonato Europeo |                         |                    |                    |
| Año                | Lugar                   | Medalla            | Categoría          |
| 2021               | Lisboa (Portugal)       | Medalla de bronce  | –81 kg             |
| 2025               | Podgorica (Montenegro)  | Medalla de oro     | –90 kg             |